# Besleria seitzii
Besleria seitzii là một loài thực vật có hoa trong họ Tai voi. Loài này được Krug & Urb. mô tả khoa học đầu tiên năm 1895.